# Eastbourne Open 2025 - Qualificazioni singolare femminile
Le qualificazioni del singolare femminile del Eastbourne Open 2025 sono state un torneo di tennis preliminare per accedere alla fase finale della manifestazione disputate il 21 e 22 giugno 2025. Le vincitrici dell'ultimo turno sono entrate di diritto nel tabellone principale. In caso di ritiro di una o più giocatrici aventi diritto, a queste sono subentrate le Lucky loser, ossia le giocatrici che hanno perso nell'ultimo turno ma che avevano una classifica più alta rispetto alle altre partecipanti che avevano comunque perso nel turno finale.

## Teste di serie
1. Hailey Baptiste (ultimo turno)
2. Jéssica Bouzas Maneiro (primo turno)
3. Caroline Dolehide (primo turno)
4. Anna Bondár (ultimo turno)
5. Suzan Lamens (ultimo turno)
6. Greet Minnen (qualificata)

1. Renata Zarazúa (ultimo turno)
2. Alexandra Eala (qualificata)
3. Bernarda Pera (primo turno)
4. Kimberly Birrell (qualificata)
5. Viktorija Golubic (ultimo turno)
6. Emiliana Arango (primo turno)

## Qualificate
1. Alexandra Eala
2. Kamilla Rachimova
3. Varvara Gracheva

1. Kimberly Birrell
2. Elisabetta Cocciaretto
3. Greet Minnen

## Tabellone

### Legenda
| - Q = Qualificato - WC = Wild card - LL = Lucky loser | - ALT = Alternate - SE = Special Exempt - PR = Protected Ranking | - w/o = Walkover - r = Ritirato - d = Squalificato |

### Sezione 1
|  | Primo turno | Primo turno     | Primo turno     | Primo turno | Primo turno |  |  | Ultimo turno | Ultimo turno    | Ultimo turno | Ultimo turno | Ultimo turno |  |
|  |             |                 |                 |             |             |  |  |              |                 |              |              |              |  |
|  | 1           | Hailey Baptiste | Hailey Baptiste | 7           | 6           |  |  |              |                 |              |              |              |  |
|  |             | Yuan Yue        | Yuan Yue        | 5           | 3           |  |  | 1            | Hailey Baptiste | 7            | 64           | 1            |  |
|  |             | Zeynep Sönmez   | Zeynep Sönmez   | 1           | 3           |  |  | 8            | Alexandra Eala  | 61           | 7            | 6            |  |
|  | 8           | Alexandra Eala  | Alexandra Eala  | 6           | 6           |  |  |              |                 |              |              |              |  |

### Sezione 2
|  | Primo turno | Primo turno            | Primo turno | Primo turno | Primo turno |  |  | Ultimo turno | Ultimo turno      | Ultimo turno      | Ultimo turno | Ultimo turno |  |
|  |             |                        |             |             |             |  |  |              |                   |                   |              |              |  |
|  | 2           | Jéssica Bouzas Maneiro | 1           | 7           | 4           |  |  |              |                   |                   |              |              |  |
|  | WC          | Heather Watson         | 6           | 5           | 6           |  |  | WC           | Heather Watson    | Heather Watson    | 4            | 1            |  |
|  |             | Kamilla Rachimova      | 64          | 7           | 6           |  |  |              | Kamilla Rachimova | Kamilla Rachimova | 6            | 6            |  |
|  | 9           | Bernarda Pera          | 7           | 63          | 3           |  |  |              |                   |                   |              |              |  |

### Sezione 3
|  | Primo turno | Primo turno       | Primo turno       | Primo turno | Primo turno |  |  | Ultimo turno | Ultimo turno      | Ultimo turno | Ultimo turno | Ultimo turno |  |
|  |             |                   |                   |             |             |  |  |              |                   |              |              |              |  |
|  | 3           | Caroline Dolehide | 3                 | 6           | 4           |  |  |              |                   |              |              |              |  |
|  |             | Varvara Gracheva  | 6                 | 3           | 6           |  |  |              | Varvara Gracheva  | 2            | 7            | 6            |  |
|  |             | Mayar Sherif      | Mayar Sherif      | 3           | 5           |  |  | 11           | Viktorija Golubic | 6            | 63           | 4            |  |
|  | 11          | Viktorija Golubic | Viktorija Golubic | 6           | 7           |  |  |              |                   |              |              |              |  |

### Sezione 4
|  | Primo turno | Primo turno      | Primo turno      | Primo turno | Primo turno |  |  | Ultimo turno | Ultimo turno     | Ultimo turno     | Ultimo turno | Ultimo turno |  |
|  |             |                  |                  |             |             |  |  |              |                  |                  |              |              |  |
|  | 4           | Anna Bondár      | Anna Bondár      | 6           | 6           |  |  |              |                  |                  |              |              |  |
|  | WC          | Megan Knight     | Megan Knight     | 4           | 2           |  |  | 4            | Anna Bondár      | Anna Bondár      | 2            | 3            |  |
|  |             | Katie Volynets   | Katie Volynets   | 5           | 5           |  |  | 10           | Kimberly Birrell | Kimberly Birrell | 6            | 6            |  |
|  | 10          | Kimberly Birrell | Kimberly Birrell | 7           | 7           |  |  |              |                  |                  |              |              |  |

### Sezione 5
|  | Primo turno | Primo turno            | Primo turno            | Primo turno | Primo turno |  |  | Ultimo turno | Ultimo turno           | Ultimo turno | Ultimo turno | Ultimo turno |  |
|  |             |                        |                        |             |             |  |  |              |                        |              |              |              |  |
|  | 5           | Suzan Lamens           | Suzan Lamens           | 6           | 6           |  |  |              |                        |              |              |              |  |
|  | WC          | Hannah Klugman         | Hannah Klugman         | 4           | 2           |  |  | 5            | Suzan Lamens           | 6            | 1            | 62           |  |
|  |             | Elisabetta Cocciaretto | Elisabetta Cocciaretto | 6           | 7           |  |  |              | Elisabetta Cocciaretto | 4            | 6            | 7            |  |
|  | 12          | Emiliana Arango        | Emiliana Arango        | 2           | 5           |  |  |              |                        |              |              |              |  |

### Sezione 6
|  | Primo turno | Primo turno        | Primo turno        | Primo turno | Primo turno |  |  | Ultimo turno | Ultimo turno   | Ultimo turno | Ultimo turno | Ultimo turno |  |
|  |             |                    |                    |             |             |  |  |              |                |              |              |              |  |
|  | 6           | Greet Minnen       | 64                 | 6           | 7           |  |  |              |                |              |              |              |  |
|  |             | Anca Todoni        | 7                  | 1           | 69          |  |  | 6            | Greet Minnen   | 2            | 6            | 6            |  |
|  | WC          | Mika Stojsavljevic | Mika Stojsavljevic | 3           | 4           |  |  | 7            | Renata Zarazúa | 6            | 3            | 4            |  |
|  | 7           | Renata Zarazúa     | Renata Zarazúa     | 6           | 6           |  |  |              |                |              |              |              |  |